# جون باتشيلور (رجل أعمال)
جون باتشيلور (بالإنجليزية: John Batchelor)‏ هو سائق سباق وشخصية أعمال بريطاني، ولد في 4 يناير 1959 في شفيلد في المملكة المتحدة، وتوفي في 11 أبريل 2010 في ستوكبورت في المملكة المتحدة بسبب مرض الكبد.